# Der Herr der Ringe: Die Rückkehr des Königs (Film)
Der Herr der Ringe: Die Rückkehr des Königs ist ein neuseeländisch-US-amerikanischer Fantasyfilm und nach Die Gefährten und Die zwei Türme der dritte und letzte Teil der Filmtrilogie von Regisseur Peter Jackson auf Basis der Bücher von J. R. R. Tolkien. Mit einem Einspielergebnis von über eine Milliarde US-Dollar avancierte er zum kommerziell erfolgreichsten Film des Kinojahres 2003 und wurde bei der Oscarverleihung 2004 in allen elf Kategorien ausgezeichnet, für welche er nominiert gewesen war.

## Handlung
Im letzten Teil der Trilogie erfährt man zunächst in einer Rückblende, wie aus Sméagol die Kreatur Gollum geworden ist: Zwei hobbitähnliche Gestalten sind in einem Boot zu sehen. Wie sich herausstellt, handelt es sich dabei um Déagol und Sméagol, die zum sogenannten Flussvolk gehören. Déagol wird von einem großen Fisch in den Fluss gezogen. Unter Wasser entdeckt er etwas Glitzerndes und greift danach. An Land stellt er fest, dass es sich hierbei um einen goldenen Ring handelt. Sméagol wird darauf aufmerksam und will diesen Ring unbedingt haben. Als Déagol sich weigert, entbrennt ein Kampf zwischen den beiden, in dessen Verlauf Sméagol Déagol erwürgt. Er zieht sich daraufhin in eine Höhle zurück, in der er sich unter dem Einfluss des Ringes im Laufe der Jahrhunderte zu Gollum wandelt, was in einer Art „Zeitraffer“ dargestellt wird.
In Rohan erholt man sich von den Angriffen der Uruk-hai-Armee. König Théoden fragt sich, ob er das Reich von Gondor unterstützen soll, das seinem Reich nicht geholfen hat. Aragorn macht ihm klar, dass es keine andere Möglichkeit gibt, den drohenden neuen Angriffen standzuhalten. Pippin blickt unerlaubterweise in den in Gandalfs Besitz befindlichen Palantir, der eine verräterische Verbindung nach Mordor herstellt. Durch Pippins Erzählung erkennt Gandalf Saurons nächstes Angriffsziel: die Hauptstadt von Gondor, Minas Tirith. Die Maßnahmen der Ringgemeinschaft richten sich damit auf die Verteidigung dieser Stadt. Gandalf reitet mit Pippin nach Minas Tirith zu Denethor, dem Vater von Boromir und Faramir und zugleich Truchsess von Gondor. Dort angekommen, erzählt Denethor ihnen, dass er vom Tode Boromirs weiß. Gandalf wollte Denethor den Tod seines Sohnes verheimlichen, da er sich darüber im Klaren war, dass Denethor durch Boromirs Tod deprimiert würde. Denethor will Rohan nicht um Hilfe bitten, da er fürchtet, dann von Aragorn (dem rechtmäßigen Thronerben) seiner Macht beraubt zu werden. Pippin stellt sich aus Schuldgefühlen gegenüber Boromir derweil in den Dienst Denethors. Das Heer Saurons macht sich von Minas Morgul aus auf den Weg, um zuerst Osgiliath, die Grenzstadt von Gondor, anzugreifen. Denethor scheint nicht mehr in der Lage, seinen Verpflichtungen als Truchsess nachzukommen. So greift Gandalf ins Geschehen ein, indem er von Pippin die Kette der Leuchtfeuer in Gang setzen lässt, die König Théoden und seine Männer zur Hilfe rufen. Gandalf versucht verzweifelt, die mutlosen Kämpfer von Gondor zu motivieren. Zur selben Zeit sammelt sich Saurons Armee in Mordor.
Währenddessen sammelt Théoden die Krieger von Rohan zusammen, um Gondor zur Hilfe zu kommen. Leider stellt sich schon bald heraus, dass es weitaus weniger sind, als man gehofft hat, nämlich nur 6000. Einige Männer vereinzelter Provinzen Rohans waren nicht gekommen. König Théoden kann trotz dieser Lage seine Mannen vereinen und reitet Gondor zur Hilfe. Unter den Kriegern befinden sich unerkannt auch Merry und Éowyn.
Sam gerät derweil heftig mit Frodo aneinander, weil er Gollum nicht traut. Sie müssen mit ansehen, wie Tausende von Saurons Kämpfern Minas Morgul verlassen und wie der Hexenkönig von Angmar, Führer der Nazgûl, in die Schlacht zieht. Frodo verlässt sich aber offenbar immer mehr auf Gollum, der zudem Sam durch eine Täuschung noch Nahrungsmitteldiebstahl unterschiebt, und lässt Sam zurück. Er hat allerdings nicht mit der Tücke Gollums gerechnet, der ihn direkt in die Höhlen der Riesenspinne Kankra lockt. Prompt wird Frodo von ihr entdeckt und attackiert. Die Spinne hüllt den bewusstlosen Frodo in einen Kokon aus Spinnfäden.
Am Vorabend der Schlacht wird Aragorn in das Zelt von Théoden gebeten. Dort wartet Elrond auf ihn. Er erklärt, dass Arwen, seine einzige über alles geliebte Tochter, nicht in den Westen gereist ist und darum nun im Sterben liegt, jetzt, wo sich der Schatten Mordors ausbreitet. Er gibt Aragorn den Rat, für die bevorstehende Schlacht die Unterstützung der Untoten anzufordern, die jedoch nur dem König von Gondor folgen. Er überreicht Aragorn das Schwert Andúril, die Flamme des Westens, geschmiedet aus den Bruchstücken Narsils, das seiner Forderung gegenüber den Untoten Nachdruck verleihen soll. Aragorn macht sich gemeinsam mit Legolas und Gimli auf den Weg zum Pfad der Toten. Diese Verstoßenen wurden einst von Isildur als „Eidbrecher“ verflucht, weil sie ihn trotz eines Treueeides im Stich ließen, und müssen nun als Untote in den Bergen ihr Dasein fristen, bis der Eid erfüllt wird. Am Ende des Pfades, inmitten des Berges, stoßen die drei Gefährten auf das Heer der Untoten. Aragorn als rechtmäßiger Erbe Isildurs verlangt von ihnen, für ihn zu kämpfen und so ihren Eid einzulösen. Als Gegenleistung verspricht er, den Eid als erfüllt anzusehen und sie freizugeben.
Denethor befiehlt Faramir, die vom Feind besetzte Stadt Osgiliath zurückzuerobern. Faramir ist jedoch mit seinen Männern der Übermacht hoffnungslos unterlegen. Als einziger Überlebender gelangt er schwer verletzt nach Minas Tirith zurück. Denethor erkennt in seiner Verzweiflung nicht, dass Faramir noch am Leben ist. Den Tod beider Söhne kann er nicht verschmerzen und beschließt, Faramir und sich selbst zu verbrennen. Pippin kann Gandalf rechtzeitig erreichen, und gemeinsam können sie Faramir vor dem Flammentod bewahren. Denethor jedoch stürzt sich brennend von der Festung in die Tiefe.
In Gondor toben derweil heftige Kämpfe. Tausende von Orks, unterstützt von zahlreichen Trollen und Haradrim, rücken gegen die Stadt Minas Tirith vor. Die Krieger der Menschen scheinen diesem Ansturm trotz Gandalfs Bemühungen nur wenig entgegensetzen zu können. Auf den Feldern vor den Toren der Stadt kommt es zur Schlacht auf dem Pelennor. Als die Reiter von Rohan unter Führung von König Théoden auf den Feldern eintreffen, scheint sich das Blatt zunächst zum Guten zu wenden. Einen Rückschlag müssen sie einstecken, als die Haradrim (Südländer) mit ihren gigantischen Mûmakil (Olifanten) auf dem Schlachtfeld eintreffen. Und auch die Nazgûl auf ihren fliegenden Bestien unterstützen die Armeen Mordors.
Sam ist Frodo und Gollum unterdessen heimlich gefolgt und trifft in den Höhlen ebenfalls auf Kankra. In einem erbitterten Kampf kann er die Riesenspinne in die Flucht schlagen, ist aber entsetzt über Frodos vermeintlichen Tod. Als Orks auftauchen, muss er sich zurückziehen und zusehen, wie sie den verschnürten Frodo entdecken. Durch die Gespräche der Orks erfährt er, dass Kankra ihr Opfer dieses Mal wieder nur betäubt hat. Als sie Frodo mitnehmen, folgt ihnen Sam nach Cirith Ungol.
Auf den Schlachtfeldern greift der Hexenkönig derweil König Théoden an und bringt dessen Pferd zu Fall, welches Theodén unter sich begräbt. Éowyn kommt ihrem König zu Hilfe und schlägt dem Reittier des Nazgûls den Kopf ab. Éowyn stellt sich auch dem Nazgûl entgegen. Sie wird zwar verletzt, aber Merry kann ihr helfen, indem er dem Hexenkönig mit seinem Dolch in die Ferse sticht. Der Hexenkönig fühlt sich im Kampf gegen Éowyn unbesiegbar, da er nach einer Legende „durch keines Mannes Hand getötet werden kann“. Éowyn ist jedoch eine Frau. Sie tötet ihn, indem sie ihm ihr Schwert in das unsichtbare Gesicht stößt. Ihrem Onkel, König Théoden, kann sie nicht mehr helfen. Er stirbt noch auf dem Schlachtfeld.
Am Hafen kommen unterdessen die Schiffe der Korsaren von Umbar (Verbündete des dunklen Herrschers) an, doch Aragorn, Legolas und Gimli haben diese mit Hilfe der Armee der Eidbrecher übernommen und überfluten das Schlachtfeld mit den Geistern. Die Eidbrecher können die Schlacht entscheiden und Minas Tirith retten. Aragorn kommt seinem Versprechen nach und sieht ihren Eid als erfüllt an.
Die Orks unter der Führung von Gorbag und Shagrat, die Frodo bewachen sollen, geraten in Streit über dessen Habseligkeiten und bringen sich zum Großteil gegenseitig um. Frodo erwacht aus seiner Bewusstlosigkeit und muss voller Entsetzen feststellen, dass der Ring nicht mehr da ist. Sam dringt in den Turm ein und teilt dem überraschten Frodo mit, dass er den Ring an sich genommen habe, weil er ihn für tot gehalten habe. Die beiden Hobbits machen sich nun als Orks verkleidet auf den Weg durch Mordor. Unter größten Mühen erreichen sie schließlich den Schicksalsberg.
Während Frodo und Sam durch Mordor marschieren, beschließt Aragorn, mit einem Ablenkungsmanöver die Aufmerksamkeit Saurons auf sich zu lenken, um dem Ringträger den Weg zu erleichtern. Mit den Armeen von Gondor und Rohan zieht er vor das Schwarze Tor. Er will, beflügelt von seinen Hoffnungen, Arwen wiederzusehen, Saurons Blick so lange auf sich ziehen, bis Frodo den Ring vernichtet hat.
Da sich der Blick Saurons nun vollkommen auf die Schlacht konzentriert, ist es Frodo und Sam nun möglich, ihren Weg zum Schicksalsberg fortzusetzen. Als Frodo aber den Ring in die glühende Lava werfen will, um ihn zu vernichten, gewinnt der Ring endgültig Macht über ihn. Frodo weigert sich, ihn zu zerstören, und scheitert so an der Macht des Ringes. Allerdings lauert Gollum im Hintergrund, der den beiden Hobbits gefolgt ist und nun den Ring in seine Gewalt bringen will. Er greift Frodo an, worauf ein Kampf entbrennt, in dessen Verlauf Gollum Frodos Finger mitsamt dem Ring abbeißt. Dabei stürzt Gollum mit dem Ring in die glühende Lava und vollzieht so ungewollt die Vernichtung des Ringes.
Der Schicksalsberg bricht aus und vernichtet Mordor. Saurons Armee, das Schwarze Tor und Saurons Festung Barad-dûr mitsamt dem Feuer-Auge werden von der Erde verschlungen. Die dunkle Macht ist besiegt. Sam und Frodo haben sich auf einen Felsblock inmitten der glühenden Lavamassen an den Hängen des Berges geflüchtet und sind nun hilflos und von jedem Ausweg abgeschnitten. Gandalf will unterdessen nicht an den Tod der Hobbits glauben und macht sich mit Gwaihir und zwei anderen Adlern auf die Suche nach ihnen. Er kann sie retten und in Sicherheit nach Gondor bringen.
Aragorn tritt nun sein Erbe an und wird von Gandalf zum König Elessar von Gondor gekrönt. Arwen wird seine Frau. Die Hobbits kehren in das Auenland zurück und die Gemeinschaft löst sich auf. Samweis heiratet Rosie.
Drei Jahre später erweisen die Elben dem stark gealterten Bilbo als ehemaligem Ringträger die Gunst, sie von den Grauen Anfurten aus zu den unsterblichen Landen westlich des Meeres zu begleiten. Bilbo nimmt dieses letzte Abenteuer an. Gandalf und – zur Überraschung und zum Entsetzen von Merry, Sam und Pippin – auch Frodo verlassen gemeinsam mit Elrond, Galadriel und ihrem Mann Celeborn Mittelerde.

## Filmmusik
Die Musik in allen drei Teilen der Trilogie komponierte Howard Shore.
Beim Soundtrack zum dritten Teil der Trilogie kommen gleich drei der Darsteller zu Sangesehren. Pippin-Darsteller Billy Boyd singt das Lied The Steward of Gondor, Liv Tyler ist während der Szene in den Häusern der Heilung zu hören (nur in der „Special Extended Version“), Viggo Mortensen (Aragorn) in dem Stück The Return of the King, in welchem die Worte Elendils wiederholt werden, die dieser bei der Landung in Mittelerde sprach. Weitere Sologesangsparts (z. B. das Stück Twilight and Shadow) übernahm die renommierte Opernsängerin Renée Fleming.
Der Titelsong für Die Rückkehr des Königs wurde von Howard Shore, gemeinsam mit Philippa Boyens und der Sängerin Annie Lennox geschrieben. Der Titel: Into the West. Inspiriert wurde der Song durch das Schicksal des damals (2003) 17-jährigen Neuseeländers Cameron Duncan, dessen Lebenstraum es war, Regisseur und Schauspieler zu werden. Regisseur Peter Jackson wurde durch Camerons Kurzfilm DFK6498 auf ihn aufmerksam und erkannte dessen Potenzial. Er lud ihn daraufhin zu den Dreharbeiten zu Der Herr der Ringe ein. Nun stellte sich jedoch heraus, dass Cameron an Krebs litt und die Chemotherapien nicht den erwünschten Erfolg erzielten. Mit Jacksons finanzieller Unterstützung konnte Cameron noch seinen zweiten Kurzfilm Strike Zone fertigstellen, bevor Cameron Duncan schließlich am 12. November 2003 an Krebs starb. In den Anhängen zur Special Extended Edition wird diese tragische Geschichte rekonstruiert, und sowohl Camerons Mutter als auch er selbst kommen zu Wort.
Die Musik für Die Rückkehr des Königs und auch der Titelsong Into the West wurden vielfach ausgezeichnet, unter anderem mit zwei Grammys und zwei Oscars.

## Drehorte
- Die Panorama-Aufnahmen von Isengart wurden in der Nähe von Queenstown, genauer bei Glenorchy, Neuseeland gefilmt. Aufnahmen eines Modells von Sarumans Turm (Orthanc) wurden mittels Bluescreen-Technik einmontiert.[5]
- Auf dem Mount Sunday und in dessen Umgebung im oberen Rangitata-Tal wurden die meisten Außenszenen in Edoras und Rohan gefilmt.[6]
- Das letzte der dreizehn Signalfeuer leuchtet auf einem der Zwischengipfel der Black Mountain Range.[6]
- Die Putangirua Pinnacles im Süden der Nordinsel Neuseelands dienten als Kulisse für Aragorns, Legolas’ und Gimlis Ritt auf dem Dimholt-Pfad.[7]

## Kritiken
Die Rückkehr des Königs erhielt ein sehr gutes Presseecho, was sich auch in den Auswertungen US-amerikanischer Aggregatoren widerspiegelt. So erfasst Rotten Tomatoes fast ausschließlich wohlwollende Besprechungen und ordnet den Film dementsprechend als „Zertifiziert Frisch“ ein. Metacritic ermittelt aus den vorliegenden Bewertungen „Einhelliges Kritikerlob“. Und They Shoot Pictures, Don’t They? zählt den Film zu den angesehensten Werken der Filmgeschichte. Auch das Publikum war begeistert. So vergaben US-Kinobesucher einen seltenen CinemaScore von A+ entsprechend der deutschen Schulnote 1+.

„Angesichts der Vorgaben Tolkiens nähert sich Jackson einer perfekten Umsetzung: Dramaturgie, Optik oder Inszenierung lassen keine Wünsche offen. Die Rückkehr des Königs ist ein wahrhaft erhabener Schluss.“

„Der monumentale Film vereint weiträumige Landschaften, monumentale Schlachtszenen und die breite Epik der finalen Erzählung zu einem vielschichtigen Ganzen und verbindet eindrucksvoll archaische Gewalt mit emotional berührenden Momenten, wobei auch die bedingungslosen Motivationen sowie die innere Zerrissenheit seiner Protagonisten spürbar zum Tragen kommen. Brillante Hommage an die zeitlose Kraft von Mythen, die den epischen Atem der literarischen Vorlage in kongeniale Bilder umsetzt.“

Auch der legendäre Filmkritiker Roger Ebert befand den Film zum Höhepunkt der Filmreihe, auch wenn er „Gefühl mit Spektakel ersetzt“:

„Die Rückkehr des Königs entlässt seine Figuren mit großer Geste in ihr Schicksal. […] Die Rückkehr des Königs ist ein so krönender Abschluss, ein so visionärer Einsatz aller verfügbaren Effekte, ein so reines Spektakel, dass er sogar Freude macht, wenn man die ersten beiden Filme nicht gesehen hat. […] Ich fühlte mich an die visionären Filme der Stummfilmzeit erinnert[.]“

## Unterschiede zum Buch
- Im Buch kommt es nie zu einer Entzweiung zwischen Frodo und Sam, wie sie im Film von Gollum am Pass von Cirith Ungol herbeigeführt wird. Die beständige und feste Freundschaft ist im Gegenteil ein zentrales Motiv. Dies ist eine der gravierenden thematischen Abweichungen vom Inhalt des Buches.
- Im Film (Extended Version) stirbt Saruman beim Besuch Gandalfs, im Buch erst in Hobbingen. Doch beide Male wird er von Grima getötet. Im Film kommt Sarumans Stimme, ein zentraler Eckpfeiler seiner Macht im Buch, kaum vor. Sie wird nur durch die verzögerte Antwort Théodens angedeutet.
- Im Film kommen Aragorn keine Dúnedain auf den Pfaden der Toten zu Hilfe. Die Toten selbst attackieren und verweigern sich Aragon nicht im Buch, sondern folgen ihm ohne Umstände.
- Im Film entscheidet die Armee der Toten die Schlacht um Minas Tirith, im Buch helfen sie bei der Erbeutung der Korsarenflotte und werden dann von Aragorn entlassen, ohne in die nachfolgende Schlacht einzugreifen.
- Denethor wird im Film deutlich negativer und unhöflicher als in Tolkiens Vorlage dargestellt, in der deutlich wird, dass Denethor wie Saruman einen Palantir-Zauberstein besitzt und dadurch eine Verbindung zu Sauron hat. Er schlägt sich nicht auf die Seite des Bösen, verzweifelt aber im Angesicht der Übermacht Saurons, die ihm durch den Palantir gezeigt wird. Im Buch lässt Denethor etwa die Leuchtfeuer von Gondor entzünden, während im Film dies Pippin übernimmt, als sich Denethor weigert, den Befehl dazu zu geben. Im Film stürzt sich Denethor brennend von der Festung in die Tiefe, während er im Buch in der Gruft der Truchsesse verbrennt.
- Im Film wird Elendils Schwert erst im dritten Teil neu geschmiedet, im Buch hingegen im ersten Teil, dies geschieht außerdem nicht auf Arwens Vorschlag.
- Im Film weiß Merry von Anfang an, dass es Éowyn ist, die ihn zur Schlacht mitnimmt.
- Im Buch gewinnen die Rohirrim vor der Schlacht die Unterstützung der Druedain, einem kleinwüchsigen wilden Volk von Waldmenschen, um auf geheimen Pfaden zur Belagerung von Minas Tirith zu gelangen. Im Film erreichen sie das Schlachtfeld ohne fremde Hilfe.
- Im Film nimmt Sam dem totgeglaubten Frodo zwar den Meisterring ab, setzt diesen jedoch nicht auf. Im Buch benutzt Sam den Ring, was zur Folge hat, dass er das Ausmaß von dessen Kraft und seinen Einfluss auf Frodo besser nachvollziehen kann. Insbesondere gegenüber Gollum zeigt sich Sam an den Hängen des Schicksalsberges gnädig, als er die Möglichkeit hat, ihn zu töten.
- Im Film stellt sich der Hexenkönig von Angmar Gandalf nicht am großen Tor von Minas Tirith, sondern auf einer der Mauern. Im Gegensatz zum Buch besiegt der Hexenkönig Gandalf symbolisch, indem er dessen Stab zerbricht, bevor das Heer der Rohirrim ihn fortlockt. Diese Szene widerspricht der Darstellung Tolkiens, welche den Ausgang des Duells offenließ.
- Im Film wird Saurons Mund von Aragorn geköpft. Im Buch flieht er auf einen Befehl Gandalfs.
- Im Film beteiligt sich Merry am Kampf vor dem Schwarzen Tor. Im Buch ist er nach dem Angriff auf den Hexenkönig zu geschwächt und bleibt in den Häusern der Heilung.
- Im Buch möchte Gandalf nach der gewonnenen Schlacht um Gondor nach Mordor reiten, um Sauron von Frodo abzulenken, während Aragorn der Armee zunächst etwas Ruhe gönnen möchte. Im Film sind die Rollen von Gandalf und Aragorn vertauscht.
- Im Film lassen Éowyn und Merry im Zuge der Verwundung/Tötung des Hexenkönigs ihre Waffen fallen, als wenn sie zu heiß geworden wären, es gibt aber keine weiteren Folgen. Im Buch kommen beide in die Häuser der Heilung und werden nur dank der „heilenden Hände des Königs“ Aragorn wieder gesund.
- Im Buch führt Gollum, nachdem er den Ring von Frodo zurückgewonnen hat, einen Freudentanz auf und stürzt dabei aus eigener Schuld in die Schicksalskluft. Im Film greift Frodo Gollum an und beide stürzen im Kampf von der Klippe, wobei Frodo sich noch festhalten kann. Damit trägt Frodo im Film zur Rettung Mittelerdes bei.
- Im Film wird der Untergang Saurons durch eine Explosion des Auges Saurons dargestellt, während gleichzeitig Barad-Dûr in sich zusammenfällt. Im Buch bäumt sich Sauron ein letztes Mal als „riesige Schattengestalt“ auf, „den ganzen Himmel einnehmend […] und steckte drohend die Pranke nach Ihnen aus. [Dann] wurde sie von einem starken Wind gepackt, davon geweht und zerstreut; und dann wurde es still.“[19]
- Im Film ist das Auenland bei der Rückkehr der Hobbits genau wie sie es verließen, im Buch wurde es von Saruman, der dort Scharrer (Carroux) bzw. Scharker (Krege) genannt wird, in Besitz genommen. Die zurückkehrenden Hobbits führen eine Revolte an und befreien das Auenland wieder. In Die Gefährten sieht Frodo beim Blick in Galadriels Spiegel dies als eine mögliche Zukunft.

## Auszeichnungen
Die Rückkehr des Königs erhielt als erster Film aus den Genres Science-Fiction/Fantasy einen Oscar in der Kategorie Bester Film. Die gesamte Trilogie war insgesamt 30 Mal für einen Oscar nominiert. Die Rückkehr des Königs ist einer von drei Filmen, die mit elf Oscars ausgezeichnet wurden. Weiterhin gelang Die Rückkehr des Königs dort ein seltener „Clean Sweep“, also der Sieg in allen nominierten Kategorien.
- Oscarverleihung 2004
  - Bester Film – Barrie M. Osborne, Peter Jackson und Fran Walsh
  - Beste Regie – Peter Jackson
  - Bestes adaptiertes Drehbuch – Fran Walsh, Philippa Boyens und Peter Jackson
  - Bestes Szenenbild – Grant Major, Dan Hennah und Alan Lee
  - Bestes Kostümdesign – Ngila Dickson und Richard Taylor
  - Bestes Make-up – Richard Taylor und Peter Swords King
  - Beste visuelle Effekte – Jim Rygiel, Joe Letteri, Randall William Cook und Alex Funke
  - Bester Schnitt – Jamie Selkirk
  - Bester Ton – Christopher Boyes, Michael Semanick, Michael Hedges und Hammond Peek
  - Beste Filmmusik – Howard Shore
  - Bester Song (Into the West) – Fran Walsh, Howard Shore und Annie Lennox
- Golden Globe Awards 2004
  - Bester Film – Drama – Barrie M. Osborne, Peter Jackson und Fran Walsh
  - Beste Regie – Peter Jackson
  - Beste Filmmusik – Howard Shore
  - Bester Filmsong (Into the West) – Howard Shore, Fran Walsh und Annie Lennox
- British Academy Film Awards 2004
  - Bester Film – Barrie M. Osborne, Fran Walsh und Peter Jackson
  - Bestes adaptiertes Drehbuch – Fran Walsh, Philippa Boyens und Peter Jackson
  - Beste Kamera – Andrew Lesnie
  - Beste visuelle Effekte – Joe Letteri, Jim Rygiel, Randall William Cook und Alex Funke
  - Publikumspreis
  - weitere Nominierungen:
    - Bester Nebendarsteller – Ian McKellen
    - Bestes Szenenbild – Grant Major
    - Bestes Kostümdesign – Ngila Dickson und Richard Taylor
    - Beste Maske – Richard Taylor, Peter King und Peter Owen
    - Beste Filmmusik – Howard Shore
    - Bester Schnitt – Jamie Selkirk
    - Bester Ton – Ethan Van der Ryn, Mike Hopkins, David Farmer, Christopher Boyes, Michael Hedges, Michael Semanick und Hammond Peek
- Screen Actors Guild Awards 2004
  - Bestes Schauspielensemble
- Bogey Award 2004
  - Bogey Award in Titan (10 Mio. Kinobesucher in 100 Tagen in Deutschland)
- Saturn Award 2004
  - Bester Fantasyfilm
  - Beste Regie: Peter Jackson
  - Bestes Drehbuch: Peter Jackson, Fran Walsh und Philippa Boyens
  - Beste Spezialeffekte
  - Bester Hauptdarsteller: Elijah Wood
  - Bester Nebendarsteller: Sean Astin
  - Beste Musik: Howard Shore
  - Bestes Make-up
- Writers Guild of America Award 2004
  - Nominierung in der Kategorie Bestes adaptiertes Drehbuch für Fran Walsh, Philippa Boyens und Peter Jackson
- Directors Guild of America Award 2004
  - Beste Regie – Peter Jackson, Nikolas Korda, Zane Weiner, Carolynne Cunningham, Guy Campbell und Marc Ashton
- Empire Awards 2004
  - Bester Film
  - Bester britischer Schauspieler – Andy Serkis
  - Szene des Jahres – Ritt der Rohirrim
  - weitere Nominierungen:
    - Bester Regisseur – Peter Jackson
    - Bester Schauspieler – Viggo Mortensen
    - Bester Schauspieler – Sean Astin
    - Bester britischer Schauspieler – Ian McKellen
    - Bester britischer Schauspieler – Orlando Bloom
- MTV Movie Awards 2004
  - Beste Action-Szene: Schlacht auf den Pelennor-Feldern
  - Bester Film
- Grammy Awards 2005
  - Bestes komponiertes Soundtrackalbum für Film, Fernsehen oder visuelle Medien – Howard Shore
  - Bester Song für Film, Fernsehen oder visuelle Medien (Into the West) – Annie Lennox, Howard Shore und Fran Walsh
- DIVA-Award 2005
  - Der Deutsche Videopreis (Publikumspreis)
- DVD Champion 2005
  - Publikumspreis für die Special Extended Edition DVD

## Veröffentlichungen

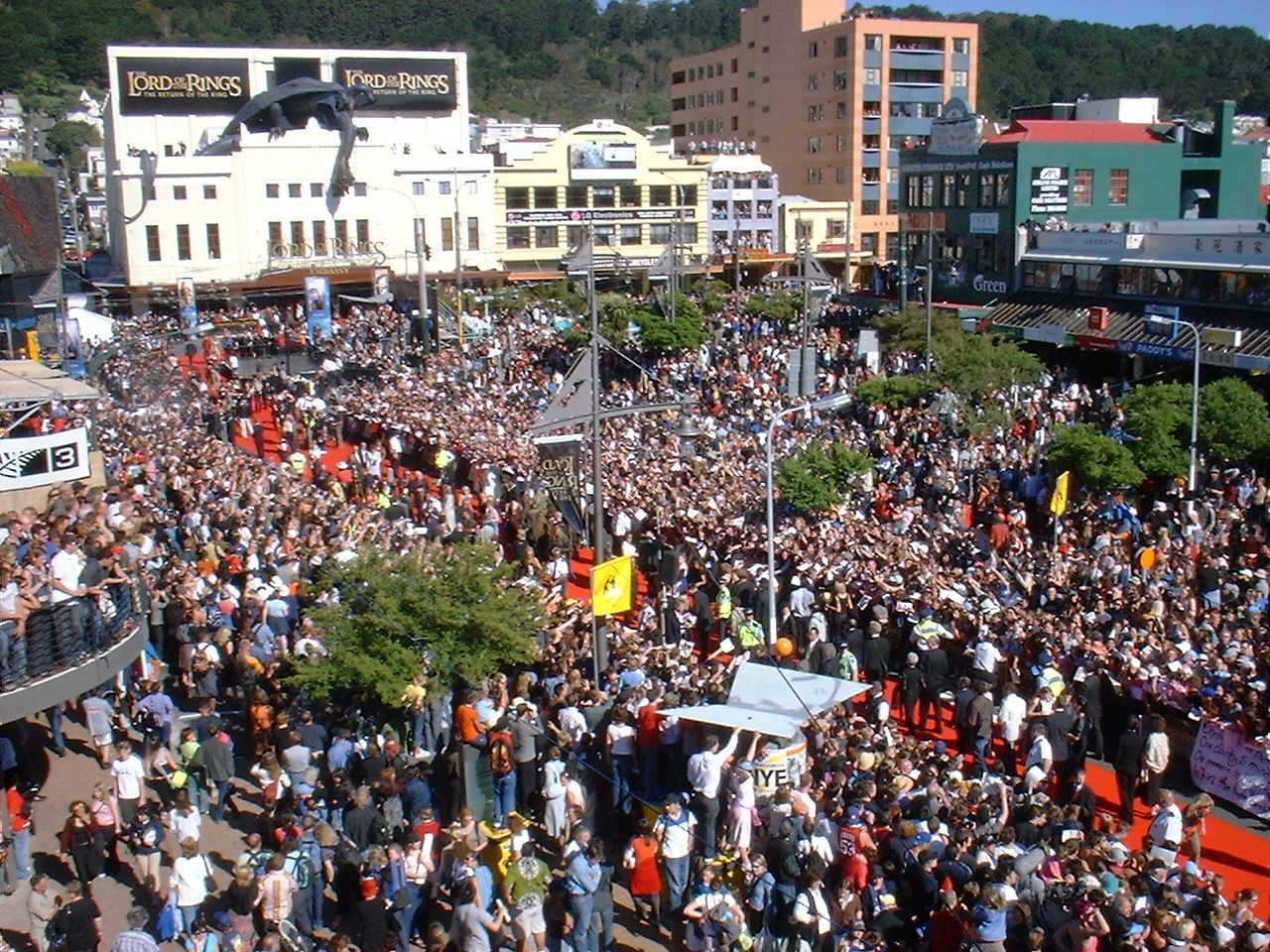
Über 100.000 Menschen verfolgten die Weltpremiere in der neuseeländischen Hauptstadt Wellington 2003

Europapremiere Die Rückkehr des Königs: Blick ins Sony Center (Berlin)

Am 10. Dezember 2003 fand die Europapremiere im Sony Center in Berlin statt. Im Februar 2004 war Die Rückkehr des Königs erst der zweite Film nach Titanic mit einem weltweiten Einspielergebnis von über einer Milliarde US-Dollar, insgesamt 1.119,1 Mio. US-Dollar. Damit steht er auf Platz 30 (Stand: 31. Dezember 2024) der weltweit erfolgreichsten Filme aller Zeiten.
Nach der Vorführung im Kino wurde die Kinofassung von Der Herr der Ringe: Die Rückkehr des Königs im Mai 2004 als DVD und VHS veröffentlicht. Im Dezember 2004 wurde, wie zu beiden Vorgängern, eine Special Extended Edition sowohl auf DVD als auch auf VHS veröffentlicht. Diese erweiterte Fassung des Films beinhaltet über 50 zusätzliche Filmminuten und erweitert mehrere Handlungselemente. Die erweiterte Version von Der Herr der Ringe: Die Rückkehr des Königs wurde von der FSK mit der Einstufung ab 12 freigegeben. Aufgrund des Bonusmaterials der Verkaufsversion musste diese aber auf eine Freigabe ab 16 Jahren hochgestuft werden. Der Film erschien neben der Einzelversion zusätzlich in verschiedenen Trilogie-Editionen auf DVD.
Die Free-TV-Premiere im deutschen Fernsehen erfolgte am 8. April 2007 auf RTL. Den Film sahen 4,62 Millionen Zuschauer. In der werberelevanten Zielgruppe lag der Marktanteil bei 29,3 Prozent.
Im Jahr 2010 erfolgte die Veröffentlichung der Kinofassung auf Blu-ray, sowohl einzeln wie in einer Trilogiebox. Die Special Extended Edition wurde erstmals 2012 auf Blu-ray und ausschließlich als Trilogie vertrieben. Im Dezember 2020 erschien Die Rückkehr des Königs, zusammen mit den anderen beiden Filmen der Trilogie, restauriert und mit einer 4K-Bildauflösung als Extended Edition auf Blu-ray.